# Nairobi nationalpark
Nairobi nationalpark grundades 1946 och är belägen 8 kilometer utanför staden Nairobi i Kenya. Parken ligger inom den administrativa stadsgränsen, och omfattar för närvarande cirka 120 km² yta med huvudsakligen savann. 
Parkens population av djur varierar med säsongen, men beräknas utgöras av cirka 80 däggdjursarter och över 500 fågelarter.